# Monções (kommun)
Monções är en kommun i Brasilien.   Den ligger i delstaten São Paulo, i den södra delen av landet, 600 km söder om huvudstaden Brasília. Antalet invånare är 2 134.
Följande samhällen finns i Monções:
- Monções

Trakten runt Monções består i huvudsak av gräsmarker. Runt Monções är det glesbefolkat, med 14 invånare per kvadratkilometer.